# Вероятность безотказной работы
Вероятность безотказной работы — это вероятность того, что в пределах заданной наработки или заданном интервале времени отказ объекта не возникает. Вероятность безотказной работы вместе с интенсивностью отказов определяет безотказность объекта (при этом вероятность безотказной работы обратна вероятности отказа объекта).
Показатель вероятности безотказной работы определяется статистической оценкой:
{\displaystyle P(t)={\frac {N_{0}-n(t)}{N_{0}}}=1-{\frac {n(t)}{N_{0}}}}
где {\displaystyle N_{0}} — исходное число работоспособных объектов, 

{\displaystyle n(t)} — число отказавших объектов за время {\displaystyle t}.
Вероятность безотказной работы группы взаимосвязанных объектов равна произведению вероятностей безотказной работы каждого объекта в этой группе:
{\displaystyle P(t)=P_{1}(t)\cdot P_{2}(t)\cdot ...\cdot P_{n}(t)=\prod _{k=1}^{n}P_{k}(t)}
где n — число объектов в группе.
Чем больше объектов в группе, тем ниже надежность всей группы, так как если
{\displaystyle P_{1}(t)=P_{2}(t)=...=P_{n}(t)}, то тогда
{\displaystyle P(t)=[P_{1}(t)]^{n}}.

## Среднее время безотказной работы системы
Среднее время безотказной работы (средняя наработка на отказ) {\displaystyle T_{0}} — для невосстанавливаемых (неремонтируемых) систем — это математическое ожидание времени работы системы до отказа:
{\displaystyle T_{0}=M=\int \limits _{0}^{\mathcal {\infty }}t\cdot f(t)dt=-\int \limits _{0}^{\mathcal {\infty }}tdP(t)}
Пределы несобственного интеграла изменяются от 0 до {\displaystyle \infty }, так как время не может быть отрицательным; {\displaystyle f(t)} — есть плотность вероятности возникновения отказов системы или её невосстанавливаемого элемента.
{\displaystyle P(T)} — есть вероятность безотказной работы в интервале времени {\displaystyle 0<t<T.} В начальный момент вероятность {\displaystyle P(T)} равна единице. В конце времени работы системы вероятность {\displaystyle P(T)} равна нулю.
Вероятность {\displaystyle P(T)} связана с плотностью вероятности возникновения отказов системы или её невосстанавливаемого элемента следующим образом:
{\displaystyle f(t)=-{\frac {dP(t)}{dt}}.}
Проинтегрировав выражение для {\displaystyle T_{0}} по частям, получим:
{\displaystyle T_{0}=\int \limits _{0}^{\mathcal {\infty }}P(t)dt.}

Вероятность безотказной работы в зависимости от наработки

Графически полученное выражение для {\displaystyle T_{0}} представлено на рисунке как площадь под графиком вероятности безотказной работы {\displaystyle P(T)} от времени {\displaystyle t.} В начальный момент вероятность <math>Р(T)</math> равна единице. В конце времени работы системы <math>P(T)</math> равна нулю.
Здесь {\displaystyle T\geq 0} — случайное время работы системы до отказа или наработка на отказ для невосстанавливаемого элемента или системы.

## Типичные распределения времени безотказной работы
- Экспоненциальное распределение: {\displaystyle f(t)=\lambda e^{-\lambda t}}, {\displaystyle \lambda >0}, {\displaystyle t\geqslant 0}.
- Гамма-распределение: {\displaystyle f(t)={\frac {\lambda (\lambda t)^{\alpha -1}e^{-\lambda t}}{\Gamma (\alpha )}}}, {\displaystyle \lambda ,\alpha >0}, {\displaystyle t\geqslant 0}.
- Распределение Вейбулла: {\displaystyle f(t)=\lambda \alpha t^{\alpha -1}e^{-\lambda t^{\alpha }}}, {\displaystyle \lambda ,\alpha >0}, {\displaystyle t\geqslant 0}.
- Модифицированное распределение экстремального значения: {\displaystyle f(t)={\frac {1}{\lambda }}\exp {\left[-{\frac {e^{t}-1}{\lambda }}+t\right]}}, {\displaystyle \lambda >0}, {\displaystyle t\geqslant 0}.
- Усечённое нормальное распределение: {\displaystyle f(t)={\frac {1}{a\sigma {\sqrt {2\pi }}}}\exp {\left[-{\frac {(t-\mu )^{2}}{2\sigma ^{2}}}\right]}}, {\displaystyle \sigma >0}, {\displaystyle -\infty <\mu <\infty }, {\displaystyle 0<t<\infty }.
- Логарифмически-нормальное распределение: {\displaystyle f(t)={\frac {1}{t\sigma {\sqrt {2\pi }}}}\exp {\left[-{\frac {(\lg {t}-\mu )^{2}}{2\sigma ^{2}}}\right]}}, {\displaystyle \sigma >0}, {\displaystyle -\infty <\mu <\infty }, {\displaystyle t\geqslant 0}.